# Гіпсографічна крива

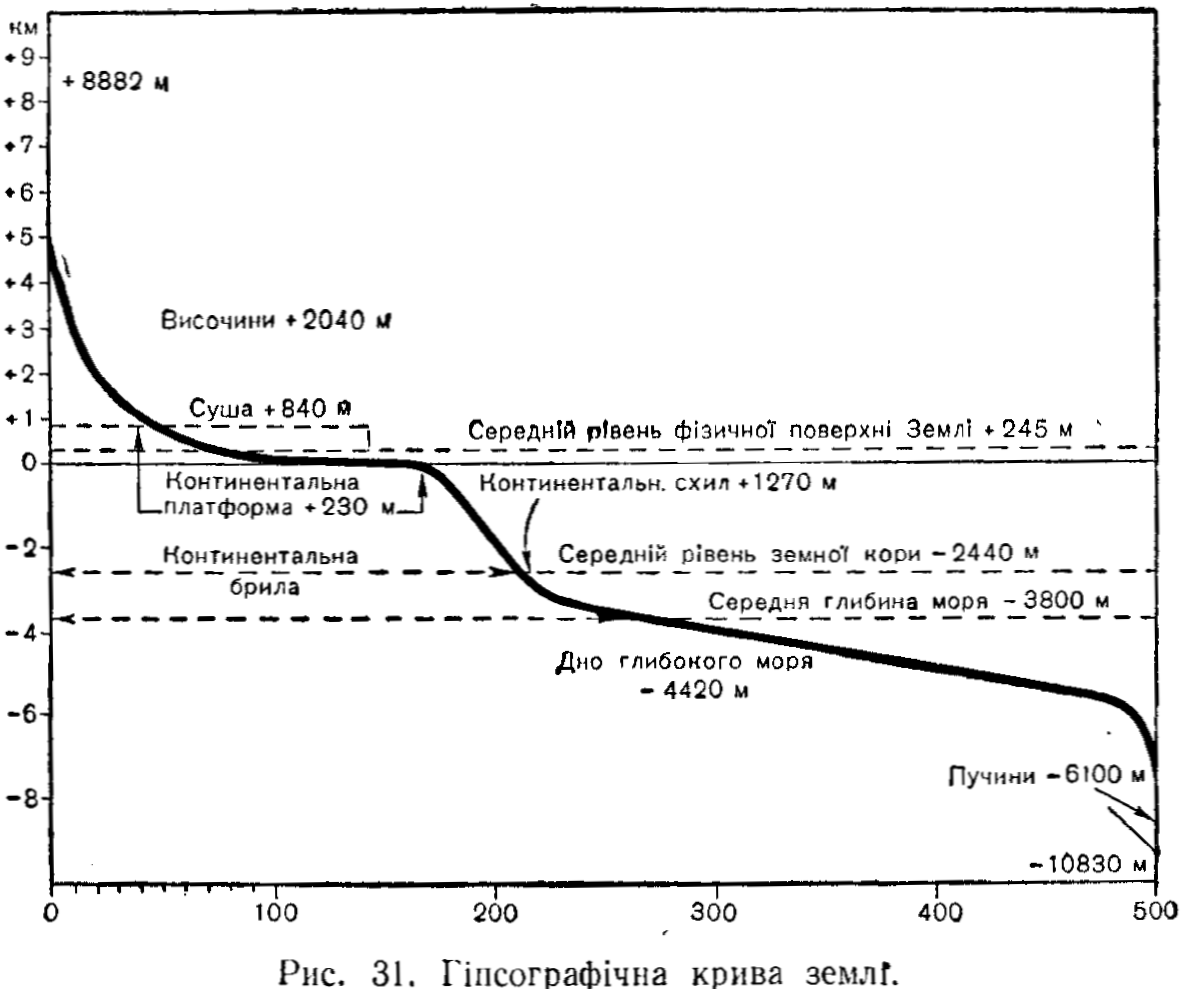

Гіпсографі́чна крива́ (рос.гипсографическая кривая, англ. hypsometric graph, нім. hypsometrische Kurve f) — графік співвідношення площ земної поверхні, зайнятих різними абсолютними висотами та глибинами.
При побудові гіпсографічної кривої по осі ординат відкладають висоти і глибини, по осі абсцис — площі, які вони займають.